# Susanne Lautenbacher
Susanne Lautenbacher (Augusta, 19 aprile 1932 – 15 settembre 2020) è stata una violinista tedesca.

## Biografia
Susanne Lautenbacher ha studiato violino con Karl Freund a Monaco di Baviera, per poi perfezionarsi privatamente con Henryk Szeryng. In giovane età è stata premiata al Concorso ARD di Monaco di Baviera. 
Lautenbacher era nota per le sue esecuzioni e registrazioni di autori minori o poco conosciuti dell’epoca barocca. Si è esibita regolarmente anche nella musica da camera, prevalentemente col Bell’Arte Trio di Stoccarda; con altri strumentisti il Trio è apparso anche come Bell’Arte Ensemble.
Lautenbacher ha insegnato alla Scuola superiore di musica di Baden, poi dal 1960 al Conservatorio di Stoccarda, dove è stata nominata professore nel 1965. Ha effettuato un gran numero di registrazioni discografiche dagli anni '50 all’inizio degli anni '90.  
Lautenbacher si è dedicata anche al repertorio del Novecento. Tra le opere più recenti, Lautenbacher ha dato la prima esecuzione del Concerto Septuarchie (1975) di Eva Schorr, e del Concerto Orpheus (1978/9) di Arthur Dangel.